# Verin Ptghni
Verin Ptghni là một đô thị thuộc tỉnh Kotayk, Armenia. Dân số ước tính năm 2011 là 755 người.